# 埃尔皮内利德夫赖
埃尔皮内利德夫赖，是西班牙加泰罗尼亚塔拉戈纳省的一个市镇。总面积58平方公里，总人口1099人（2001年），人口密度19人/平方公里。